# Le Chillou
Le Chillou är en kommun i departementet Deux-Sèvres i regionen Nouvelle-Aquitaine i västra Frankrike. Kommunen ligger i kantonen Saint-Loup-Lamairé som tillhör arrondissementet Parthenay. År 2022 hade Le Chillou 164 invånare.

## Befolkningsutveckling
Antalet invånare i kommunen Le Chillou
| Referens: INSEE |